# Wellington United
Wellington United AFC is een Nieuw-Zeelandse voetbalclub uit Wellington. De club is gevormd in 1986 uit Wellington City en Wellington Diamond United. De thuiswedstrijden worden in het Newtown Park gespeeld, dat plaats biedt aan 4.000 toeschouwers. De clubkleuren zijn rood-blauw.